# Đường Wallace

Đường Wallace (màu đỏ) giữa quần động vật Australia và Đông Nam Á. Vùng nước sâu của eo biển Lombok giữa hai đảo Bali và Lombok tạo ra một rào cản bằng nước ngay cả khi mực nước biển xuống thấp làm nối liền các đảo (hiện tách rời nhau) và các vùng đất ở cả hai phía của đường này.

Đường Wallace là ranh giới chia tách khu vực sinh thái châu Á với Wallacea (vùng chuyển tiếp giữa châu Á và Australia). phía tây của đường này là các loài sinh vật có liên quan tới các loài sinh vật sinh sống tại châu Á; ở phía đông là hỗn hợp các loài nguồn gốc châu Á và Australia đều có mặt. Đường này được đặt tên theo Alfred Russel Wallace, người đã nhận ra đường phân chia rõ ràng này trong các chuyến đi của ông tới khu vực Đông Ấn trong thế kỷ 19. Tên 'đường Wallace' lần đầu tiên được Thomas Huxley sử dụng trong một bài báo năm 1868 cho Hiệp hội Động vật học London, nhưng cho thấy đường này ở phía tây của Philippines.  Các nghiên cứu của Wallace ở Indonesia đã chứng minh lý thuyết mới nổi về tiến hóa, cùng thời điểm với Joseph Dalton Hooker và Asa Gray đã xuất bản các bài luận cũng ủng hộ giả thuyết của Darwin. Đường này chạy ngang qua quần đảo Mã Lai, giữa Borneo ở phía tây và Sulawesi (Celebes) ở phía đông; và chạy qua eo biển Lombok giữa Bali ở phía tây và Lombok ở phía đông. Antonio Pigafetta cũng đã ghi nhận sự tương phản sinh học giữa Philippines và quần đảo Maluku (quần đảo Gia vị) nằm ở hai phía đối diện của đường này vào năm 1521 khi ông tiếp tục cuộc hành trình vòng quanh thế giới của Ferdinand Magellan (sau khi Magellan đã bị giết chết trên đảo Mactan).
Khoảng cách giữa Bali và Lombok khá nhỏ, chỉ khoảng 35–40 km. Sự phân bố của nhiều loài chim tuân theo đường này, do nhiều loài chim không vượt qua ngay cả các khoảng biển hẹp nhất. Một vài loài thú biết bay (như dơi) có sự phân bố vượt qua đường Wallace, nhưng các loài thú không biết bay thì gần như luôn luôn chỉ hạn chế ở một trong hai phía của đường này, với một số ít ngoại lệ (như các loài gặm nhấm rất cơ động như các loài nhím lông trong chi Hystrix). Các đơn vị phân loại khác nhau ở các nhóm thực vật hay động vật khác thể hiện các kiểu phân bố khác nhau, nhưng kiểu tổng thể là rõ nét và phù hợp một cách hợp lý với đường này.

## Địa sinh học
Hiểu biết về địa sinh học của khu vực tập trung vào mối quan hệ của mực nước biển cổ đại với các thềm lục địa. Đường Wallace là rõ nét về mặt địa lý khi các đường bao quanh thềm lục địa được kiểm tra; nó có thể được nhìn nhận như là một hào nước sâu đánh giới rìa đông nam của thềm Sunda kết nối các vùng nước nông ven Borneo, Bali, Java và Sumatra với Đông Nam Á đại lục. Tương tự, Australia được kết nối thông qua các vùng nước nông với thềm Sahul vào New Guinea, và ranh giới địa sinh học liên quan, được biết đến dưới tên gọi đường Lydekker, là đường chia tách rìa phía đông của Wallacea với khu vực Australia, cũng có nguồn gốc tương tự. Trong các thời kỳ băng hà, khi sông băng Các loài chỉ được tìm thấy ở phía Châu Á bao gồm hổ và tê giác, trong khi thú có túi và monotreme chỉ được tìm thấy ở phía đông của Dòngtăng tiến và mực nước biển xuống thấp tới 120 m so với hiện tại, cả châu Á và Australia đều nối liền với các khu vực ngày nay là các đảo tren các thềm lục địa tương ứng của chúng thành các khối đất lục địa liên tục, nhưng vùng nước sâu nằm giữa 2 thềm lục địa lớn này vẫn — trong một giai đoạn trên 50 triệu năm — là vật cản làm cho quần động-thực vật Australia bị chia tách khỏi quần động-thực vật châu Á. Wallacea bao gồm các đảo chưa từng bao giờ được nối bằng các cầu đất liền vào một trong hai thềm lục địa lớn đó, và vì thế chỉ bị chiếm lĩnh bởi các sinh vật có khả năng vượt qua các eo biển giữa các đảo. "Đường Weber" chạy qua vùng chuyển tiếp này (một chút về phía đông của vùng trung tâm Wallacea), tại điểm đỉnh nằm ở khoảng giữa vùng có sự thống trị của các loài nguồn gốc châu Á với vùng có sự thống trị của các loài nguồn gốc Australia.
Có thể kết luận một cách hợp lý rằng đó là một hàng rào đại dương ngăn cản sự di cư của các loài vì các khía cạnh vật lý của các hòn đảo tách biệt rất giống nhau. Các loài chỉ được tìm thấy ở phía Châu Á bao gồm hổ và tê giác, trong khi thú có túi và monotreme chỉ được tìm thấy ở phía đông của Dòng.
Australia và New Zealand không tạo thành một vùng động vật duy nhất, do quần động vật New Zealand là hoàn toàn khác biệt với quần động vật Australia. Nguyên nhân cho điều này là rõ ràng: biển Tasman là vùng nước rộng và sâu của Thái Bình Dương, không có bất kỳ đảo nào nằm giữa, do đó nó là vật cản ngay cả đối với các loài chim.
Các nhà động vật học đã cố gắng để tới gần thuật ngữ cho khu vực khác biệt về mặt địa sinh học bao gồm Australia, Tasmania và New Guinea, với sự thống lĩnh của thú có túi. Trong số các tên gọi được đề xuất có Meganesia, Sahul và Australinea.

### Borneo
- Abdullah M. T. (2003). Biogeography and variation of Cynopterus brachyotis in Southeast Asia. Luận văn tiến sĩ. Đại học Queensland, St Lucia, Australia.
- Hall L. S., Gordon G. Grigg, Craig Moritz, Besar Ketol, Isa Sait, Wahab Marni và M. T. Abdullah (2004). "Biogeography of fruit bats in Southeast Asia". Tạp chí của Bảo tàng Sarawak LX(81):191-284.
- Wilson D. E., D. M. Reeder (2005). Mammal species of the world. Washington DC: Nhà in Viện Smithsonian.